# Jaume Antoni Terradas i Serra
Jaume Antoni Terradas i Serra   (Barcelona, 1943) és un biòleg, ecòleg i escriptor català.

## Biografia
El 1966 es llicencià en biologia a la Universitat de Barcelona, on es doctorà el 1973 amb la tesi Clima y economía hídrica en comunidades vegetales de los Monegros sota la direcció d'Oriol de Bolós i Capdevila. El 1967-1968 amplià estudis a la Universitat de Tolosa III i fou professor interí de fitografia i ecologia vegetal a la Universitat de Barcelona fins a 1971. Des de 1981 fou Catedràtic d'Ecologia de la Universitat Autònoma de Barcelona, on ha impulsat els estudis de ciències ambientals organitzant-hi el primer equip de recerca sobre ecosistemes terrestres a Catalunya. Ha treballat i ha escrit nombrosos articles sobre ecologia forestal, ecosistemes mediterranis, els cicles dels elements químics en l'aire i en l'aigua, els efectes dels incendis i en els processos de recuperació post-incendi i en ecologia de les ciutats com Barcelona. Després de la seva jubilació ha estat professor emèrit de la UAB i, després, professor honorari.
De 1988 a 1998 fou director del Centre de Recerca Ecològica i Aplicacions Forestals (CREAF) centre que ell va promoure. És membre de l'Institut d'Estudis Catalans des de 2005, del comitè científic de WWF-ADENA, del Consell Consultiu del Parc de Collserola i de la Comissió de Medi Ambient i Sostenibilitat de l'Ajuntament de Barcelona. Entre altres càrrecs, ha estat president de la Asociación Española de Ecología Terrestre, vicepresident de la Institució Catalana d'Història Natural, membre de la comissió d'educació ambiental de la International Union for Nature Conservancy (IUCN), membre del Consell de Benestar Social de l'Ajuntament de Barcelona, del Consell de Protecció de la Natura de la Generalitat de Catalunya, del Comitè Man and Biosphere espanyol, de la Junta Rectora del Parc Natural del Delta de l'Ebre, membre de la comissió científica del Parc National des Cévennes, del Patronat de la Fundació Territori i Paisatge i de molts altres.
Va ser guardonat amb la Creu de Sant Jordi l'any 2019 "per ser un referent de l'ecologia terrestre i pioner de l'educació ambiental".

## Guardons
- 1992 - Medalla Narcís Monturiol de la Generalitat de Catalunya
- 1996 - Premi de Poesia Miquel Martí i Pol (Cerdanyola) per Temps robat.
- 1998 - Englantina d'Or als Jocs Florals de Barcelona.
- 1998 - Premi Medi Ambient del Departament de Medi Ambient de la Generalitat
- 2002 - Premi de Medi Ambient de l'Institut d'Estudis Catalans i la Fundació Caixa de Sabadell
- 2006 - Premi Crítica Serra d'Or de Recerca per Biografia del Món
- 2008 - Membre honorífic de la Institució Catalana d'Històra Natural
- 2008 - Membre honorífic de la Asociación Española de Ecología Terrestre
- 2010 - Premi Atles d'UGT de Catalunya i Departament de Medi Ambient de la Generalitat.
- 2011 - Premi Amic dels Amics de la Universitat Autònoma de Barcelona.
- 2014 - Distinció Fernando González Bernáldez
- 2015 - Membre d'Honor del Col·legi d'Ambientòlegs de Catalunya
- 2019 - Distinció Luís Balaguer de l'Asociación Española de Ecología Terrestre
- 2019 - Creu de Sant Jordi
- 2020 - Membre d'honor de la Societat Catalana de Biologia

## Obres
- Ecologia viscuda (Publ. Univ. València, 2010),
- Atles de les espècies llenyoses dels boscos de Catalunya (F. Lloret, A. Solé, J. Vayreda, H. Estevan, J. Terradas, 2009, Ed. Lynx)
- Biografia del Món (Terradas, J. 2006, ed. Columna). També en castellà per ed. Destino
- Ecología de la Vegetación (Terradas 2001, Ed. Omega)
- Ecología urbana (Terradas 2001, Ed. Rubes). També en castellà..
- Ecología y educación ambiental (Terradas 1979, Ed. Omega)
- Ecologia, avui (Terradas 1976, Ed, Teide),
- Barcelona 1985-1999: Ecologia d'una ciutat (Barracó, Parés, Prat y Terradas, 2000, Ajuntament de Barcelona)
- Ecologia d'una ciutat: Barcelona (Parés, Pou i Terradas 1985, Ajuntament de Barcelona)
- Ecologia del Foc (Terradas, J., ed., 1996). Ed. Proa.
- Quercus ilex ecosystems: function, dynamics and management (Romane, F., i J. Terradas, eds., 1992, Kluywer)
- Temps Robat (1996), poesia, Premi Miquel Martí i Pol. Ed. Univ. Autònoma de Barcelona.
- Les veus del silenci i una vela que fuig (1998), poesia, Eglantina d'Or als Jocs Florals de Barcelona
- El viatge de l'Omoh (2001) narració curta. Ed. Cruïlla. Ed. Barcanova. També en castellà i gallec.
- El crit del comte Arnau (2002), narració curta. Ed. Cruïlla.
- Clips. Contes i descomptes (2012), recull de narracions breus.
- Dos indis (2013) narració curta, Ed. Cruïlla.
- Notícies sobre evolució (Centre de Recerca Ecològica i Aplicacions Forestals, UAB, 2015)[3]
- Som Natura: els reptes de l'Antropocè (2019 C. Castell i J. Terradas eds.). Ajuntament de Barcelona i Generalitat de Catalunya.